# Ignacij Pintar
Ignacij Pintar (tudi Ignacij Binter), slovenski zdravnik kirurg in profesor porodništva, * 26. julij 1776, Podvrh, † 17. september 1835, Ljubljana.
Pintar (Binter) Ignacij je bil menda rojen 26. jul. 1776 v Podvrhu. Kje je študiral, se ne ve. Kot dipl. kirurg se je naselil v Ljubljani in hitro prišel v stik s starimi meščanskimi rodbinami, tako da so mu te zveze pripomogle, da je bil v vojnem času zaposlen kot kirurg ljubljanske meščanske straže. Širok krog poznanstev mu pomagal, da je postal »primarchirurgus« v ljubljanski vojaški bolnišnici, ki je bila po odhodu Napoleonove vojske iz Ilirske province na novo vzpostavljena. Leta 1817 je bil imenovan za okrožnega kirurga v Ljubljani, ni pa znano, kdaj je postal tudi mestni kirurg. 17. maja 1821 je bil postavljen za prof. porodništva na ljubljanskem liceju. V času njegovega službovanja se je adaptirala in razširila porodnišnica. Pintar je bil zadnji redni prof. porodništva na ljubljanskem liceju, ki ni imel prave medicinske izobrazbe, hkrati pa tudi zadnji v vrsti tistih, ki so mnogo storili za napredek porodništva kot javne zdravstvene veje. Po njegovi smrti je porodništvo v Ljubljani prenehalo delovati, vse dokler ga ni v strokonem smislu ponovno obudil češki ginekolog in porodničar Alojzij Valenta.